# 브뤼네 FK
브뤼네 FK(노르웨이어: Bryne Fotballklubb)는 브뤼네를 연고로 하는 노르웨이의 축구 클럽이다. 현재는 노르웨이의 2부 축구 리그인 노르웨이 1부 리그에 참가하고 있다.

## 성적
- 엘리테세리엔 준우승 2회 (1980, 1982)
- 노르웨이컵 우승 1회 (1987), 준우승 1회 (2001)

## 선수 명단

### 현역
참고: FIFA 자격 규정에 따라 소속된 국가대표팀 국기를 표시합니다. 선수는 복수의 FIFA 비회원국 국적을 가지고 있을 수 있습니다.
| 번호 | 포지션 | 국적 | 이름                 |
| ---- | ------ | ---- | -------------------- |
| 5    | DF     |      | 야코브 하아 스테펜슨 |

| 번호 | 포지션 | 국적 | 이름 |
| ---- | ------ | ---- | ---- |